# DirecTV Brasil
A DirecTV Brasil, foi uma empresa de televisão por assinatura via satélite sediada em São Paulo, Brasil. Tratava-se de uma franquia da operadora de TV estadunidense DirecTV. Suas principais concorrentes foram a Sky e a NET, ambas com participação do Grupo Globo.

## História

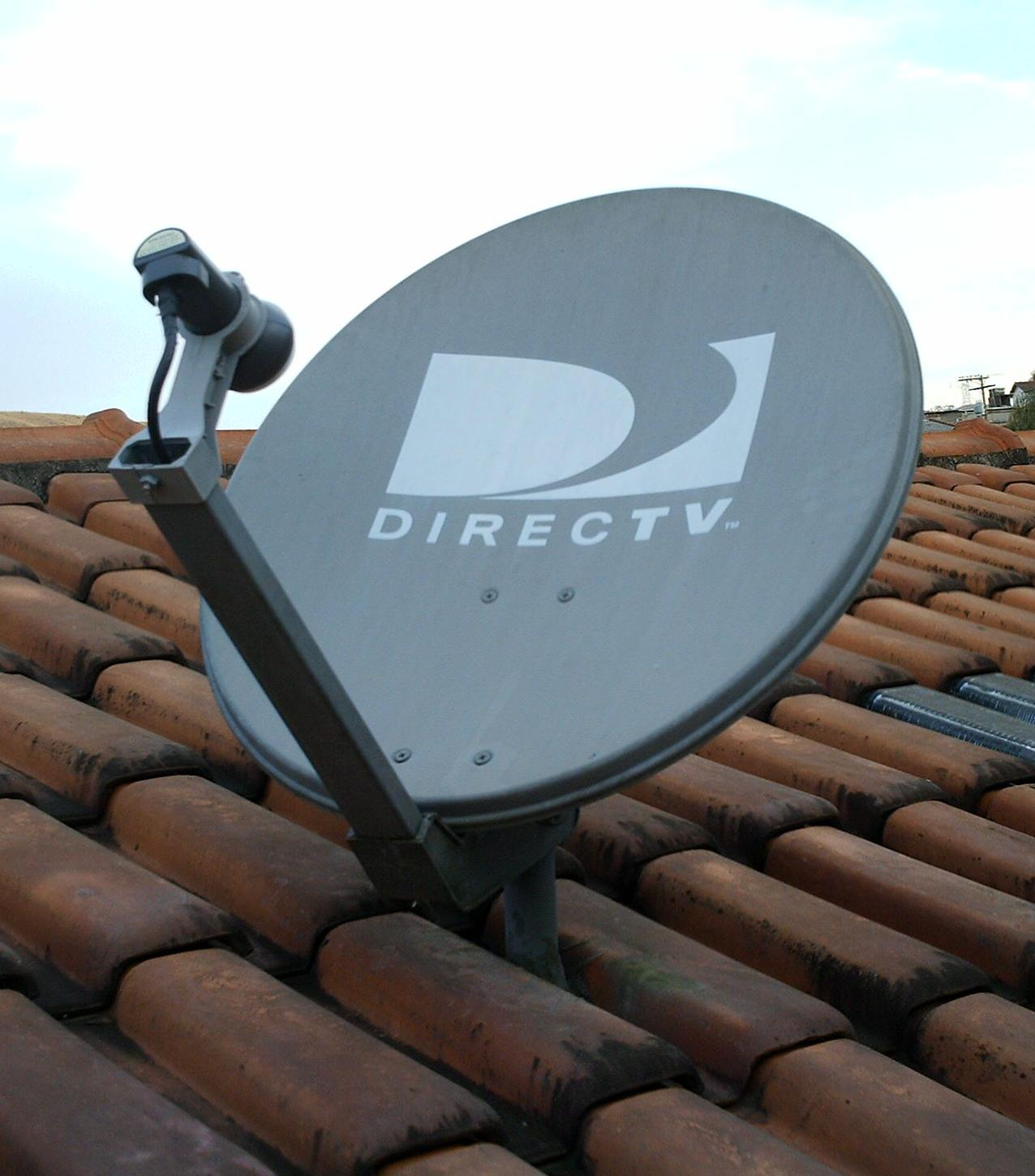
Uma antena DirecTV apontada para o satélite Intelsat 11 da Sky.

Galaxy Latin America Brasil Ltda. foi fundada em 1996 como a sucursal brasileira da Galaxy Latin America, responsável pelas operações da DirecTV na América Latina. A Galaxy Latin America, por sua vez, tinha como acionistas a Hughes Communications, detentora da DirecTV nos Estados Unidos; o Grupo Cisneros, da Venezuela; a Multivision, do México, e a TVA (agora Vivo TV), divisão televisiva do Grupo Abril. O nome Galaxy vem do satélite homônimo utilizado nas operações da empresa.
Em maio de 1999, o Grupo Abril vendeu sua participação na Galaxy do Brasil e na Galaxy Latin America por US$ 300 milhões. A venda da participação do Grupo Abril também envolveu a migração dos clientes da TVA Digisat, serviço que utilizava atenas parabólicas banda C, para a DirecTV.
Após a saída do Grupo Abril do quadro societário, a empresa passou a investir mais em produção de programação própria, com destaque para shows musicais.
A partir de julho de 2000, a casa de espetáculos Palace, em São Paulo, passou a se chamar DirecTV Hall. O acordo entre as empresas envolveu o licenciamento da marca DirecTV por dez anos e o direito de transmissão de shows pela operadora.
A News Corporation, de propriedade do magnata Rupert Murdoch, anunciou a aquisição da Hughes e das operações globais da DirecTV em 9 de abril de 2003. Como a empresa já atuava no ramo de televisão via satélite brasileiro através da Sky, houve uma fusão das operações desta com a DirecTV. O Conselho Administrativo de Defesa Econômica (Cade) aprovou, com ressalvas, a fusão das duas empresas em 25 de maio de 2006. Após quatro meses sob a marca Sky+DirecTV a empresa passou a se chamar Sky.
Em dezembro de 2020, a marca DirecTV foi relançada no Brasil através do serviço de streaming DGO. Entretanto, no dia 6 de dezembro de 2023, este serviço passou a ser chamado de Sky+, repetindo a mesma mudança que havia acontecido dezessete anos antes com a TV a cabo.